# إيبورانية

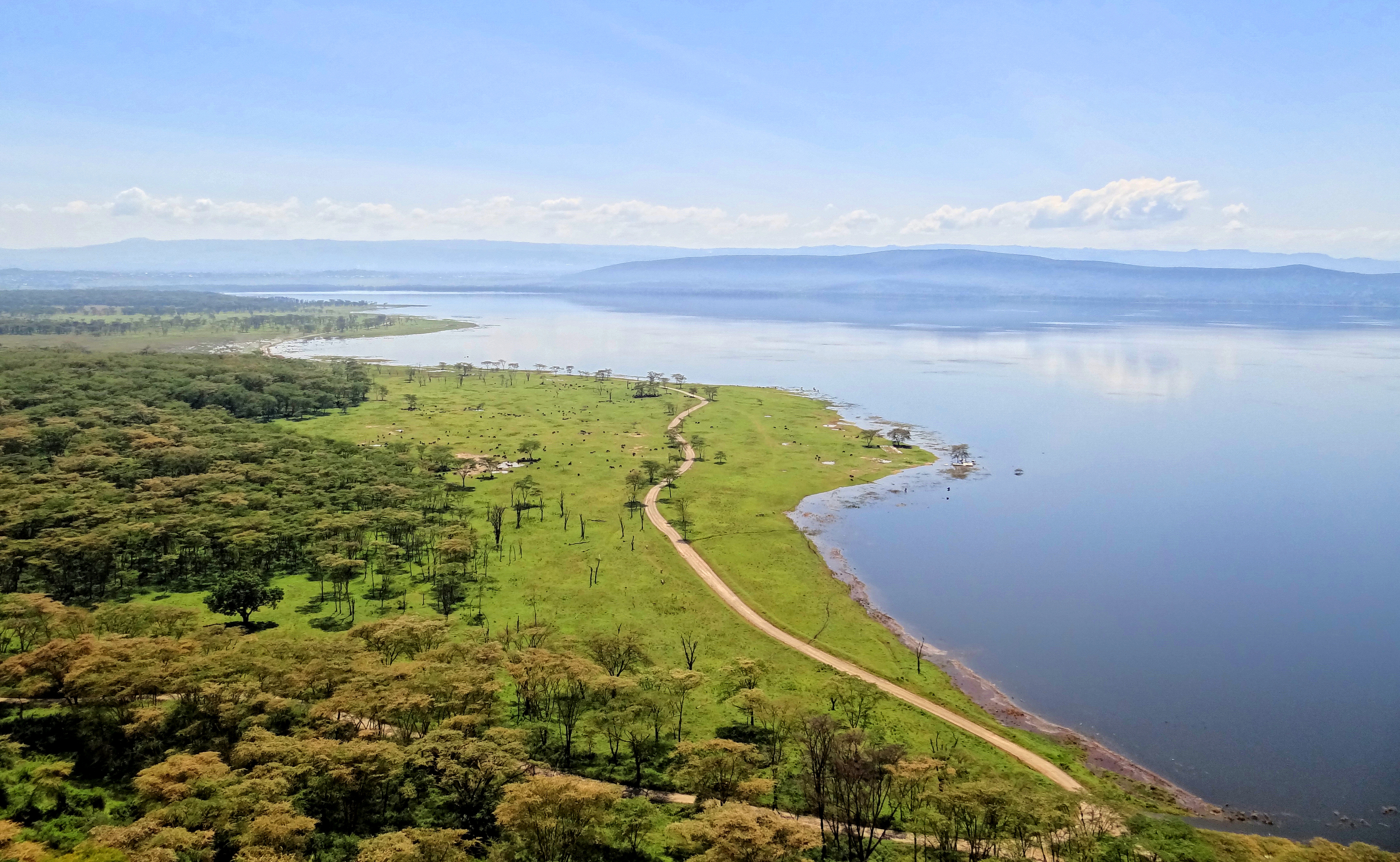
بحيرة ناكورو

الصناعة الإيبورانية هو اسم مجموعة أدوات شرق أفريقية يعود تاريخها إلى 13,000 سنة قبل الميلاد وما بعد ذلك، وجدت حول بحيرة ناكورو في مجمع بركان أول دوينيو إبورو (Ol Doinyo Eburru) في الوادي المتصدع، كينيا.
كانت الثقافة في وقت ما تُعرف باسم «القبصية الكينية»؛ لأن النتائج تشبه تلك الموجودة في الثقافة القبصية الواقعة في شمال إفريقيا.
تجمعات الإيبورانية، كما تم استرداده من كهف غامبل ونديريت دريفت، تشمل شفرات كبيرة تدعمها، الهلال (microliths، burins، و endscrapers). صُنعت بعض الأدوات في كهف غامبل من حجر السبج.

## المراحل
- المرحلة 1، من 13000 قبل الميلاد إلى حوالي 10000 قبل الميلاد، مرتبطة بفترة مناخية رطبة قصيرة، وحلت محلها فترة مناخية أكثر جفافاً.
- المرحلة الثانية، من حوالي 7-8000 قبل الميلاد، أصبح المناخ رطبًا جدًا.
- المرحلة 3، من حوالي 6000 قبل الميلاد
- المرحلة 4، من حوالي 4-5000 قبل الميلاد، مع مناخ جاف بشكل غير متساو.
- المرحلة الخامسة، من حوالي 3000 قبل الميلاد، كان المناخ أكثر جفافاً من الآن. خلال هذه الفترة الأخيرة، تم العثور على أدوات إيبورانية أيضًا مع السيراميك والماشية. إنه جزء من العصر الحجري الحديث الرعوي في إفريقيا. قبل المرحلة الخامسة، كانت شعوب الإيبورانية تعيش عن طريق الصيد والتجمع.
- حوالي 700 بعد الميلاد، حدث تحول من العصر الحجري الحديث الرعوي إلى العصر الحديدي الرعوي.[1]